# Meniscomorpha proximans
Meniscomorpha proximans là một loài tò vò trong họ Ichneumonidae.